# مود مينتين
مود مينتين (بالإنجليزية: Maud Menten)‏‏ (20 مارس 1879 في أونتاريو - 26 يوليو 1960 في أونتاريو) كيميائية، وطبيبة، وعالمة كيمياء حيوية، وعالمة أمراض من كندا.

## التعليم
تعلمت مود مينتين في:
- جامعة تورنتو (حتى 1911)[4]
- جامعة شيكاغو (حتى 1916)[4]

## الجوائز
حصلت مود مينتين على الجوائز الآتية:
- قاعة مشاهير الطب الكنديين[9]